# 神戶電鐵6000系電聯車
神戶電鐵6000系電聯車是日本私铁神户电铁自2008年開始使用的電聯車，由川崎重工製造。

## 设计
这是神戶電鐵14年来订购的第一款新车，也是第一款采用不锈钢车身的车型。1车廂每侧各有三個门，車內配置纵向长凳。
本型車是神戶電鐵首先使用全彩LED於車外終點指示器的車型；採用了阪急9000系採用的模式。

## 编組
截至2014年4月1日，本型車共有兩組，每編組四輛。
| 有馬方向 神戸方向 | 有馬方向 神戸方向 | 有馬方向 神戸方向 | 有馬方向 神戸方向 | 完工時間      | 備考 |  |
| Mc1               | M2                | M1                | Mc2               |               |      |  |
| 6001              | 6102              | 6101              | 6002              | 2008年3月19日 |      |  |
| 6003              | 6104              | 6103              | 6004              | 2010年3月19日 |      |  |

Mc1和M1车裝有一具單臂集電弓。 本型車也是神戶電鐵第一款使用單臂集電弓的電聯車。

## 内部

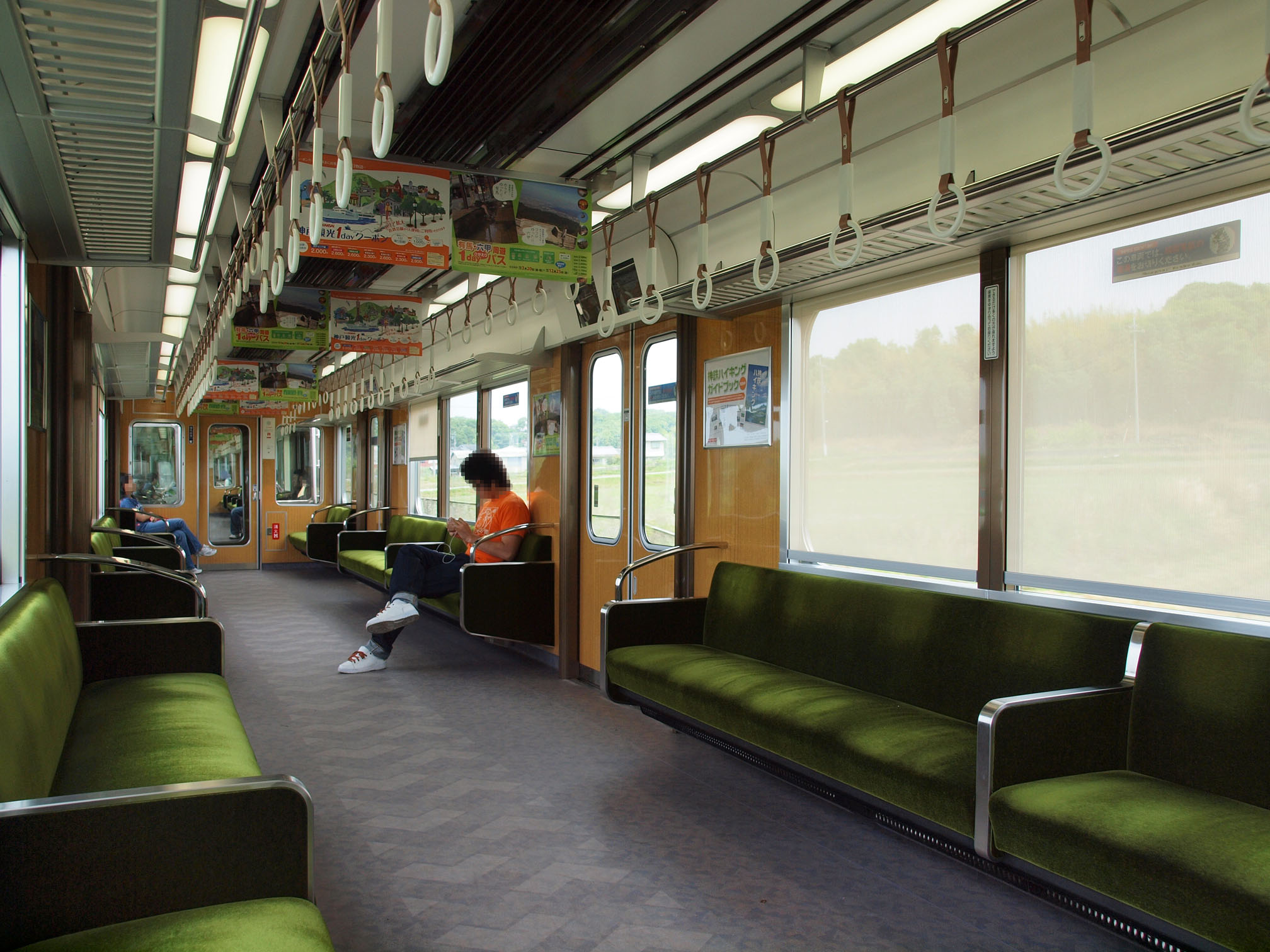
車廂内部，2009年5月
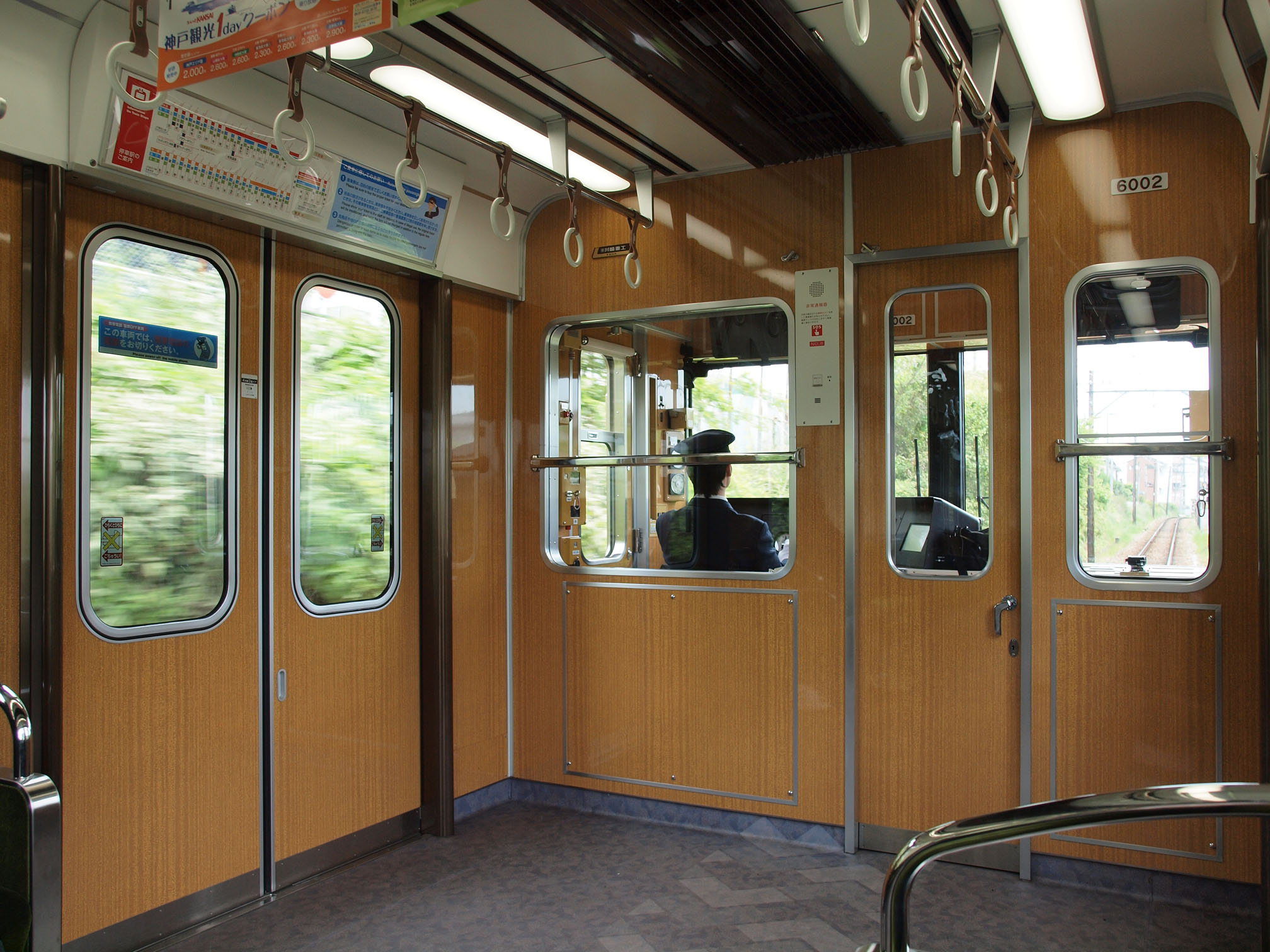
車廂内部，2009年5月

內裝也與阪急電鐵9000系相似，但木紋面板的色調較淺，且長條座椅上的隔板之間的間隔為4人，而阪急9000系間隔為3-2-3人。本型座椅採用絨布，車廂內裝有顯示器，可顯示下一個車站和門的開/關方向與播放廣告。車廂之間的通道的分隔門是自動門。

## 历史
第一組（6001）于2008年交車，于2008年6月4日開始營運。